# تلمبة امير أباد (بياض)
تلمبة امیر أباد (بالإنجليزية: Tolombeh-ye Amirabad)‏ هي منطقة سكنية تقع في إيران في قسم بیاض الريفي. يقدر عدد سكانها بـ 32 نسمة .